# Rufat Riskijev
Rufat Asadovitj Riskijev (ryska: Руфа́т Аса́дович Риски́ев, uzbekiska Rufat Asadovich Risqiev), född den 2 oktober 1949 i Tasjkent, Uzbekistan, är en sovjetisk boxare som tog OS-silver i mellanviktsboxning 1976 i Montréal. I finalen förlorade han mot amerikanen Michael Spinks.